# Helene Berthold
Helene Berthold (auch: Helene Berthold-Schwiebus, * 25. Mai 1855 in Schwiebus; † 21. August 1925) war eine deutsche Schriftstellerin.

## Leben
Helene Berthold war die Tochter eines protestantischen Pfarrers. Sie wuchs in Schwiebus auf, wo sie eine Höhere Töchterschule besuchte.
Berthold begann früh, Märchen zu verfassen. Ab 1889 wirkte sie als freie Schriftstellerin; sie lebte in Berlin. – Helene Bertholds literarisches Werk besteht aus Erzählungen vorwiegend religiösen Charakters und meist für eine jugendliche Leserschaft.

## Werke
- Das Neueste aus der Märchenwelt für die deutsche Jugend, Halle a.S. 1880
- Evangelische Bekenntnistreue in alter Zeit, Schwiebus 1889
- Aus vergangenen Tagen, Berlin 1890
- Die Geschichte der Kirche zu Schwiebus von 1537 - 1750, Barmen 1891
- Gottes kleines Mädelchen, Berlin 1891
- Lieschen und ihre Großmutter, Berlin 1891
- Nicht verachten!, Berlin 1891
- Selige Weihnachten, Berlin 1891
- Züge aus dem Leben bekehrter Heiden, Berlin
  - 1 (1891)
  - 2 (1891)
  - 3 (1891)
- An Gottes Hand, Herborn 1892
- Aus des Urgroßvaters Hausbuch, Calw [u. a.] 1892
- Drei Weihnachtsabende, Barmen 1892
- Die Zwillingsbrüder, Eisleben 1892
- Unterm Christbaum in drei Jahrhunderten, Herborn 1892
- Allerlei Schatzgräber, Herborn 1893
- Güldenstern, Cöthen 1893
- In der Leidensschule, Eisleben 1893
- Gottes Wort und Gottes Wege, Herborn 1894
- Um des Glaubens willen, Berlin 1894
- Der blinde Knabe, Cöthen 1895
- Im alten Hause, Cöthen 1895
- Der Mutter Weihnachtslicht, Cöthen 1895
- Der Gesundbrunnen, Cöthen 1896
- Das rote Läppchen, Berlin 1896 (zusammen mit Minna Rüdiger)
- Denn er hat seinen Engeln befohlen über Dir!, Cöthen 1897
- Führe uns nicht in Versuchung!, Cöthen 1897
- Gottes Gerechtigkeit, Barmen 1900
- Der Sünde Lohn, Eisleben 1900
- Sei getreu!, Berlin 1901
- Verirrt und wiedergefunden, Cöthen 1902
- Schwiebuser Geschichten, Schwiebus 1904
- Der Slowakenknabe, Bielefeld 1910
- Elisabeths Bibel, Herborn 1911
- Kampf und Sieg, Kassel 1912
- Eine dunkle Tat, Stuttgart 1914
- Der Zigeunergraf, Berlin 1914
- Glaubenstreue in alter Zeit, Elberfeld 1919
- Euch ist heute der Heiland geboren, Hamburg 1921
- Die Kinder des Geächteten, Stuttgart 1921
- Heimgefunden, Elberfeld 1922
- In letzter Stunde, Elberfeld 1922
- Luana, Stuttgart 1925
- Im Haus zum güldenen Stern, Wuppertal-Elberfeld 1938
- Von den Zigeunern entführt, Elberfeld 1938

## Herausgeberschaft
- Wer lesen kann, hat Freude dran!, Reutlingen 1909